# Milwaukee-Dearborn Subway
Le Milwaukee-Dearborn Subway (anciennement dénommé Subway Line 2 sur les plans) est un tronçon souterrain du métro de Chicago situé principalement dans le Loop. Il est long de six kilomètres, comporte neuf stations et est utilisé par la ligne bleue du métro de Chicago vers O'Hare au nord-ouest et vers Forest Park au sud-ouest.

## Historique
Le Milwaukee-Dearborn Subway faisait partie du plan de développement du métro de Chicago (surnommé « 'L' ») présenté dans les années 1930 afin de redévelopper les transports en commun dans le centre-ville et limiter le trafic sur le Loop aérien et de créer un nouvel axe plus rapide pour passagers venant des quartiers peuplés de North Side comme Logan Square par exemple.
Le chantier a été financé par le programme New Deal établi durant la grande dépression par le président Roosevelt et allouant des fonds fédéraux aux améliorations dites civiques des villes américaines.
En 1937 la ville de Chicago a approuvé le prêt pour la construction de deux tunnels de métro, un sous State Street et le second sous Milwaukee Avenue et Dearborn Street. 
En mars 1939, sans cérémonie (contrairement au State Street Subway), dans un climat politique difficile, la ville lance de manière très sobre le chantier du Milwaukee-Dearborn Subway, le sol est percé au croisement de Division Street et de Milwaukee Avenue. 
Le tunnel a été enfoui profondément dans le sol de Chicago à plus de quinze mètres de profondeur afin d'utiliser sur l'ensemble du chantier la technique du tunnelier. 
Le Milwaukee-Dearborn Subway inspiré de techniques londoniennes, est composé de deux tubes de 7,5 mètres de diamètre, un pour chaque voie de circulation. Les seules sections construites sur base du « cut-and-cover » ont été les stations ouvertes sur le parcours. 
Alors que le métro était en construction, les événements dans le monde prirent une tournure critique et l'achèvement des stations fut retardé par une pénurie de matériaux en raison du rationnement imposé par la Seconde Guerre mondiale. 
Le Milwaukee-Dearborn Subway, pourtant achevé à 80 % en 1942, fut provisoirement fermé tandis que la construction du State Street Subway fut considérée comme une priorité. Les tunnels entamés furent couverts par de grandes plaques en acier pendant trois ans avant qu'en décembre 1945, la ville de Chicago ne reprenne les travaux. 
Le Milwaukee-Dearborn Subway a officiellement ouvert son service commercial le 25 février 1951, quand une rame conduite par le wattman Wallace Hurford emprunta le nouveau tunnel après la station Damen plutôt que l'ancien viaduc de la Metropolitan West Side Elevated. 
En 1958, le tunnel est prolongé au sud sous Congress Parkway de son ancien terminus de LaSalle jusqu'à Clinton afin de permettre la jonction avec la Congress Branch dans la médiane de l'autoroute Eisenhower. 
Le 24 février 1989, la nouvelle station de Clark/Lake s'ouvre en remplacement de l'ancienne station Lake et offre enfin une nouvelle correspondance au Loop aérien. C'est aujourd'hui la station la plus fréquentée de tout le réseau. C'est aussi la station la plus fréquentée du réseau puisque 5 260 807 passagers l'ont utilisé en 2008. Plusieurs points d'intérêts majeurs de la ville et bâtiments d'importance se trouvent à proximité immédiate de la station dont l'hôtel de ville de Chicago, le James R. Thompson Center ou encore le Richard J. Daley Center.
Le 9 février 1992, la Chicago Transit Authority ferme la station Grand trop peu rentable afin de combler un retard de budget. 

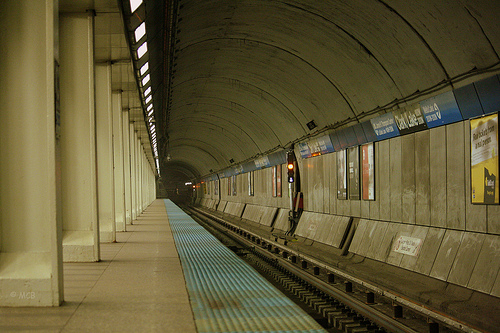
Station Clark/Lake dans le Milwaukee-Dearborn Subway.

Le 13 avril 1992, lors de travaux de rénovation du pont de Kinzie Street, de nouveaux pylônes sont posés dans la rivière Chicago. Durant ces travaux, une inondation majeure se produit lorsque des travailleurs endommagent accidentellement la paroi d'un tunnel de service abandonné autrefois utilisé par le chemin de fer souterrain de la Chicago Tunnel Company (CTC). Le Milwaukee Dearborn Subway est partiellement envahi par l'eau et est fermé pendant 24 heures afin de procéder aux nettoyages nécessaires. 
Le 21 février 1993, la Chicago Transit Authority modifie son offre de service, il dénomme la ligne sous la couleur bleue et ouvre l'ensemble des stations de la ligne 24h/24 et 7j/7.
Le 25 juin 1999, la station Grand rouvre ses portes. 
Le 11 juillet 2006, un déraillement d’une rame a provoqué un incendie dans le Milwaukee-Dearborn Subway. 150 personnes furent blessées à des degrés divers mais aucun décès ne fut constaté. L'incident relativement mineur entraina néanmoins la fermeture complète du réseau du ‘L’ à la suite des attentats de Bombay, plus tôt le même jour.